# Гереро

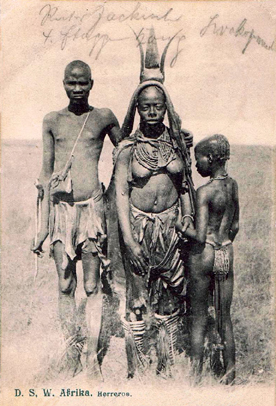
Гереро в традиційному одязі. Кінець XIX століття.

Гереро (спочатку мбанду) — народ, що живе в основному в Намібії, а також в Ботсвані та Анголі. Говорять мовою гереро групи банту. На даний момент налічується близько 240 тис. людей. За релігією частина — протестанти, частина зберігає традиційні вірування. Основне заняття — скотарство.
У Намібії здебільшого вони працюють на фермах і торгують, в містах — торговці та ремісники. В Анголі гереро займаються переважно скотарством. На території Намібії гереро живуть як група представників свого племені в Каоколенді, де в резервації знаходиться плем'я хімба.
У 1904–1907 роках при придушенні повстання німецькими військами знищено близько 65 тисяч (80 % племені) людей з племені гереро.

## Історія
У 17-му і 18-му століттях, гереро мігрували на територію, що сьогодні є Намібією, зі сходу. На початку 19-го століття, народ нама з Південної Африки, який вже мав вогнепальну зброю, увійшов в Намібію, слідом прийшли білі торговці та німецькі місіонери. На початку нама почали витісняти гереро, що призвело до воєн між двома групами, які тривали більшу частину 19-го століття. Пізніше два народи вступили в період культурного обміну.
Наприкінці 19 століття, перші європейці почали постійно проживати на цій землі. У першу чергу в Дамараленд, німецькі поселенці придбали землю від гереро в цілях встановлення ферм. У 1883 році купець Франц Адольф Едуард Людериц уклала контракт з місцевим старійшиною. Обмін пізніше став основою німецького колоніального правління. Територія стала німецькою колонією під назвою німецького Південно-Західній Африці.
Незабаром після цього почалися конфлікти між німецькими колоністами і народом гереро. Суперечки часто виникали через суперечки про доступ до землі і води. Також відбувалася правова дискримінація щодо корінного населення з боку білих колоністів.